# Minivac 601
Minivac 601 Digital Computer Kit war ein elektromechanisches digitales Computersystem, das vom Pionier der Informationstheorie Claude Shannon geschaffen und von der Firma Scientific Development Corporation als Lernspielzeug mit digitalen Schaltungen verkauft wurde.

## Beschreibung
1961 wurde das System von der „Consumer Products Division“, die später in „Digital Equipment Division“ umbenannt wurde, verkauft. Der Minivac 601 war ursprünglich in einem blau gestrichenen Holzkasten untergebracht. Er verwendete elektrische DPDT-Relais als Logikschalter und zur temporären Datenspeicherung. Die Hauptplatine verfügte über ein binäres Sechs-Bit-Eingangs-/Ausgangs-Array, bestehend aus einfachen DPDT-Schiebeschaltern, SPDT-Druckschaltern und Kontrollleuchten. Ein motorisierter Drehschalter mit 16 Positionen konnte zur Eingabe von Dezimal- oder Hexadezimalzahlen, zur Ausgabe von Zahlen oder als Taktsignalgenerator verwendet werden.
Die Komponenten konnten durch manuelles Einstecken von Überbrückungsdrähten mit konischen Stiftleisten in die Buchsen der Hauptplatine miteinander verbunden werden. Die kombinierten Komponenten erlaubten es dem einfachen Computer gerade noch, eine Partie Tic-Tac-Toe zu spielen oder ein einfaches Aufzugssteuerungssystem zu simulieren.
Eine erweiterte und verbesserte Version namens Minivac 6010 kam Anfang 1962 auf den Markt, die in einem grauen Metallgehäuse untergebracht war, über hochwertigere Komponenten verfügte und mit zusätzlichen Patchkabeln geliefert wurde, die spezielle Widerstände, Kondensatoren und Dioden enthielten, um weitere Funktionen zu ermöglichen.